# Top of the Pops (série d'albums)
Top of the Pops est le nom d'une série de disques publiés par Pickwick Records sous leur label Hallmark, qui contient des reprises anonymes de singles à succès récents et actuels. Les enregistrements étaient destinés à reproduire le plus fidèlement possible le son des tubes originaux. Les albums ont été enregistrés par un groupe de studio comprenant des musiciens de session et des chanteurs qui sont restés non crédités, bien qu'ils comprenaient Tina Charles et Elton John avant de devenir des célébrités. 

## Création de la série
Le producteur de disques Alan Crawford a conçu l'idée de Top of the Pops, après avoir noté plusieurs labels britanniques tels que Music for Pleasure, pionnier du format des reprises anonymes en 1967 et 1968. L'idée clé de Crawford était de créer une série continue d'albums avec le même titre. Le label Pickwick a accepté d'entreprendre l'idée de Crawford et le premier volume a été publié au milieu de 1968, contenant des versions de douze tubes dont « Young Girl (en) », « Jennifer Eccles (en) »,«  Do You Know the Way to San Jose » et «  I Can't Let Maggie Go ». Un deuxième volume est apparu plus tard dans l'année et comprenait des versions de deux chansons des Beatles. 
En 1969, de nouveaux volumes sont apparus à intervalles généralement réguliers, avec un nouveau LP sorti toutes les six à huit semaines. Les numéros de volumes n'étaient pas indiqués sur les pochettes de disques, chaque édition étant simplement appelée Top of the Pops, dérivé de l'émission de télévision BBC non déposée éponyme, avec laquelle il n'y avait aucun lien direct. 

## Contexte
De 1968 à 1985, Hallmark Records a sorti près de 100 albums composés de reprises de tubes du Top 40. Selon le chanteur de session Tony Rivers (en), « In those days, more often than not, you had to do three songs in three hours then you were out of there!! Not much chance of getting good at it! ». Cependant, il note également qu 'il y avait du bon et du mauvais  et que les chanteurs et musiciens de studio faisaient généralement de leur mieux. Dave Thompson pour AllMusic constate qu'il devient évident que l'astuce n'est pas de considérer les chansons, comme des tentatives simples de copier la chanson à succès, mais comme des interprétations rendues dans le style du tube. En partie sonnant pareil, en partie de vraies reprises, la série s'est bien vendue et deux des albums ont atteint le n°1 dans le UK Albums Chart. En 2002, Hallmark Records est retourné aux bandes master, rééditant plusieurs des albums originaux et publiant des compilations en utilisant les enregistrements, qui ont une suite qui leur est propre. 

## Années 70
Au début des années 1970, la série Top of the Pops connaît un succès considérable et des ventes dynamiques. Les albums à petit budget ont été acceptés dans les principaux hit parades d'albums du Royaume-Uni pendant quelques mois en 1971, au cours desquels quatre albums Top of the Pops ont figuré et deux se sont classés n°1. Cependant, ils ont été disqualifiés au début de 1972 car leur prix bas était perçu comme leur donnant un avantage injuste sur le marché. 
Les albums ont continué à sortir à intervalles réguliers tout au long des années 1970, le thème général et la pochette étant pratiquement inchangés. Les conceptions de la couverture comprenaient des modèles féminins en tenue d'époque, certaines avec des modèles en vêtements étroits tels que des minijupes et des bikinis. 
Il y a eu de nombreuses séries d'albums similaires dans les années 1970, publiées par d'autres labels. Ceux-ci incluent 12 Tops par la maison de disque Stereo Gold Award (en), Hot Hits sous le label Music for Pleasure (en), 16 Chart Hits sous le label Contour et Parade of Pops sous le label Windmill (et, plus tard, le label Chevron), ainsi que plusieurs autresgf. Certains d'entre eux ont également connu un succès commercial. 

## Versions dérivées
En plus de la série centrale de Top of the Pops, Hallmark a publié un résumé annuel pour chaque année commençant en 1969 et se terminant en 1981, plus un autre en 1984 (qui a été enregistré spécialement, la série principale ayant été clôturée à ce moment-là) . Pickwick a également assemblé des morceaux de Top of the Pops pour plusieurs autres projets d'albums dérivés, y compris des collections sur le thème d'artistes particuliers (tels que Top of the Poppers Sing & Play the Beatles 'Golden Hits ) et une série commercialisée pour les enfants, sous le nom Top of the Tots . 
Les albums principaux se sont également bien vendus en Europe et au début des années 1970, une série éphémère d'éditions spéciales Europe a été enregistrée et publiée, avec des pistes différentes des albums britanniques contemporains. 

## Accueil
Dans une critique rétrospective AllMusic de The Best of Top of the Pops '81, Dave Thompson a estimé que « of the three John Lennon songs wrapped up within, either "Imagine" or "Woman" could have given Roxy Music's version of "Jealous Guy" a run for its money in the brokenhearted sincerity stakes  »

## Déclin et héritage
À la fin des années 1970, le groupe de studio principal derrière les enregistrements a été dispersé, et le leader du groupe Tony Rivers (en) et le producteur régulier Bruce Baxter ont quitté le giron. En conséquence, à partir d'environ 1978, Pickwick a compilé les LP à partir de documents enregistrés par des sociétés externes. La série a cessé en 1982 avec le volume 91, bien qu'un volume unique (92) soit sorti en 1985. 
Les compilations de fin d'année ont été publiées sur CD, tout comme quatre des 92 ensembles originaux.